# Goomer
Goomer és una pel·lícula còmica d'animació espanyola de 1999, dirigida per José Luis Feito i Carlos Varela, i basada en la historieta homònima de Nacho i Ricardo. El guió va ser adaptat per Gregorio Muro, Pedro Rivero i Joanes Urkixo. La pel·lícula ha estat doblada al català i estrenada als cinemes l'any 1999.

## Argument
La pel·lícula comença en un temps futur on Goomer (Jordi Estadella), un aerotransportista espacial li encomanen la missió de buscar un planeta amb indicis de vida, la qual cosa ell interpreta com una oportunitat si es fes famós i lucrar-se a l'ésser el primer home que troba vida intel·ligent anés de la Terra. Casualment, tant ell com el seu company cibernètic Ovomorphus (Roger Pera), en el moment d'un allunatge d'emergència, aterren en una festa celebrada per l'alienígena i productor de televisió Rip Goldman (Juan Muñoz a la versió castellana/Aleix Estadella a la versió catalana). Mentrestant, la nau sofreix danys a causa de la brusca caiguda.
No obstant això la impressió que dona en trepitjar terra ferma no resulta ser bona i de seguida es fica en problemes amb dos vigilants de seguretat fins que intervé Op (José Mota a la versió castellana/Joan Pera a la versió catalana), un relacions públiques que no triga a traçar una amistat amb l'humà. L'endemà al matí, acaba de manera inexplicable en la suite d'un hotel on Op s'encarrega d'allotjar-lo després de perdre el coneixement per una beguda composta per cianur.
Mentre pregunta pel governador del planeta per a parlar de negocis, decideix aprofitar la seva estada per a anar de lihur, per la qual cosa Op crida a dues amigues: Elma i Lisa (Carmen Alarcón i Núria Domènech) amb les quals queden en un parc per a una vetllada romàntica, tanmateix, queda horroritzat quan descobreix que totes dues són alienígenes. Després d'emportar-se una decepció, decideix abandonar el planeta al més aviat possible, però s'emporta la sorpresa que la nau ha desaparegut i no hi ha possibilitats de fugir, d'altra banda, Elma intenta seduir l'humà.
Quan l'endemà al matí el seu amic el visita a l'hotel, l'informa que Goldman vol entrevistar-lo, de seguida a Goomer se li presenta l'oportunitat de demanar ajuda per a trobar la nau fins que Op li diu que està a punt de conèixer al president del planeta, per la qual cosa descarta la fugida i torna a centrar-se en el seu objectiu lucratiu, però, a part de donar mala imatge de la humanitat, comet un ensopec en atacar al Ministre d'Afers Extraplanetaris després de confondre'l amb una llagosta a causa de la seva semblança. Després del desastre de l'entrevista, no li queda més opció que continuar sortint amb Elma i Lisa encara que per primera vegada no es troba tan distant.
No obstant això, segueix preocupat pel parador de la seva nau fins que descobreix mitjançant una pel·lícula estil E.T., l'extraterrestre que el seu vehicle li ha robat Ovomorphus amb el pretext de triomfar com a actor. Després de presentar-se als estudis de rodatge amb Velma i al·legar ser el propietari legal, els exigeixen que els retorni el mitjà de transport. No content amb recuperar la nau, s'enfronta a Goldman fins que Velma decideix ocupar-se pel seu compte després d'una mala passada que li va fer quan era jove, d'altra banda, Goomer ven Ovomorphus per 200 dòlars en una botiga d'empenyorament com a venjança i així aconseguir diners, no obstant això, descobreix que el necessita per a tornar a casa.
Malgrat l'incident, Ovomorphus crida al cap d'uns dies Elma anunciant que Goomer té pensat deixar-se anar en la nau una vegada estigui arreglada i li demana que es personi al lloc. D'altra banda, Op torna a visitar Goomer per a retreure-li la seva actitud egoista cap a Elma. No obstant això, tots dos van a la nau a buscar aparells que vendre per a recuperar Ovomorphus sense saber que ha aconseguit escapar al mateix temps que tres criatures es colen dins i comencen a fer-ne de les seves fins que finalment aconsegueixen destrossar la nau al complet.
Finalment, decideix acceptar la seva destinació i es queda en el planeta amb Elma, qui ja començava a sentir-se desenganyada fins que es reconcilia amb ella.

## Repartiment
| Personatge                             | Veu original      | Veu catalana       |
| -------------------------------------- | ----------------- | ------------------ |
| Goomer                                 | Jordi Estadella   | Jordi Estadella    |
| Op                                     | José Mota         | Joan Pera          |
| Recepcionista de l'hotel               | José Mota         | Albert Mieza       |
| Elma                                   | Carmen Alarcón    | Carmen Alarcón     |
| Lisa                                   | Núria Domènech    | Núria Domènech     |
| Rip Goldman                            | Juan Muñoz        | Aleix Estadella    |
| President                              | Juan Muñoz        | Jaume Villanueva   |
| Jutge                                  | Juan Muñoz        | Fèlix Benito       |
| Taxista                                | Juan Muñoz        | –                  |
| Capità                                 | Juan Muñoz        | –                  |
| Ovomorphus                             | Roger Pera        | Roger Pera         |
| Productor de pel·lícules (amb ulleres) | –                 | Carles Canut       |
| Presentador                            | –                 | Àlex Meseguer      |
| Telèfon                                | –                 | Àlex Meseguer      |
| Funcionària                            | Glòria Roig       | Glòria Roig        |
| Nen (amb la camisa blava)              | Elisabet Bargalló | Elisabet Bargalló  |
| Noia (a la camisa rosa)                | Vicky Martínez    | Vicky Martínez     |
| Nen (a la camisa taronja)              | –                 | Maria Josep Guasch |
| Cambrer                                | –                 | Xavier Casan       |

## Premis
- Goya a la millor pel·lícula d'animació (1999)[5]

## Curiositats
- Va ser una pel·lícula pionera de l'animació espanyola en la qual va guanyar el Premi Goya a la millor pel·lícula d'animació en l'edició del 2000.[5][6][7]
- L'any 2002, es va produir una sèrie d'animació CGI sota el mateix títol i es va comercialitzar a diferents països al voltant del 2002-2003. També s'ha doblat al gallec, català i fins i tot valencià.[8][9]